# Mišljen (Pečuška mikroregija, Mađarska)
Mišljen (mađ. Kozármisleny, nje. Mischlen) je grad u južnoj Mađarskoj.
Zauzima površinu od 14,45 km četvornih.

## Ime
Toponim je slavenskog podrijetla.

## Zemljopisni položaj
Nalazi se na 46° 2' sjeverne zemljopisne širine i 18° 18' istočne zemljopisne dužine. Pečuh je neposredni sjeverozapadni susjed, Udvar je 1 km jugozapadno, Semelj je 2 km jugoistočno, Egrag je 3 km južno, Šaroš je 4 km istočno, Kozar je 2 km sjeveroistočno.

## Upravna organizacija
Upravno pripada Pečuškoj mikroregiji u Baranjskoj županiji. Poštanski broj je 7761.
Delegat Hrvatske državne samouprave u Mađarskoj za Mišljen ulazi kao predstavnik Baranje. U sastavu od ožujka 2007. je to Arnold Barić.

## Povijest
U povijesti se javljao i pod imenom Kiskozár.

## Promet
Nalazi se 1 km zapadno od željezničke prometnice.

## Stanovništvo
Mišljen ima 4247 stanovnika (2001.).
U Mišljenu djeluje nekoliko manjinskih samouprava: hrvatska manjinska samouprava, njemačka i romska.

### Hrvati u Mišljenu
- društvo "Naši ljudi"[5]

U organizaciji hrvatske državne samouprave, u Mišljenu se održava kulturni program na hrvatskom jeziku, Natjecanje za mladež, a od 2008. se u Mišljenu redovno godišnje održava "Hrvatski državni malonogometni kup".

## Gradovi i sela prijatelji
- Kopačevo
- Ocna Mureș
- Sezze[11]

## Vanjske poveznice
- (mađ.) Kozármisleny Önkormányzatának honlapja
- (mađ.) kozarmisleny.info Napi frissítésű kozármislenyi hírportál és információs adatbázis  Arhivirana inačica izvorne stranice od 16. veljače 2018. (Wayback Machine)
- Mišljen na fallingrain.com